# 布里斯托尔大学
布里斯托大学（英語：University of Bristol），位於英格兰西布里斯托市的一所公立大學，其历史可追溯到1876年建立的布里斯托大学学院。该校是九所红砖大学之一，也是罗素大学集团的創始成员。

## 學校历史
布里斯托大学的第一个学院即布里斯托医学院成立于1833年，至1876年先后成立的几个学院合并为一个大学整体即布里斯托大学学院（University College,Bristol)，于1909年得到皇家憲章并更名为布里斯托大学。 校徽含义：布里斯托大学的盾徽由五个象征组成,包括太阳代表Wills家族，马代表Fry家族，海豚代表Colston家族，打开的书代表学习,中间的船舶和城堡来自中世纪布里斯托市的印章。
1893年，布里斯托大学学院与布里斯托医学院合并。学院与Merchant Venturers技术学院（Merchant Venturers' Technical College）于1909年合并成为布里斯托大学，并得到皇家认证（Royal Charter）。
1929年至1965年，前英国首相温斯顿·丘吉尔曾任该校校監，時間長達36年。

## 校園

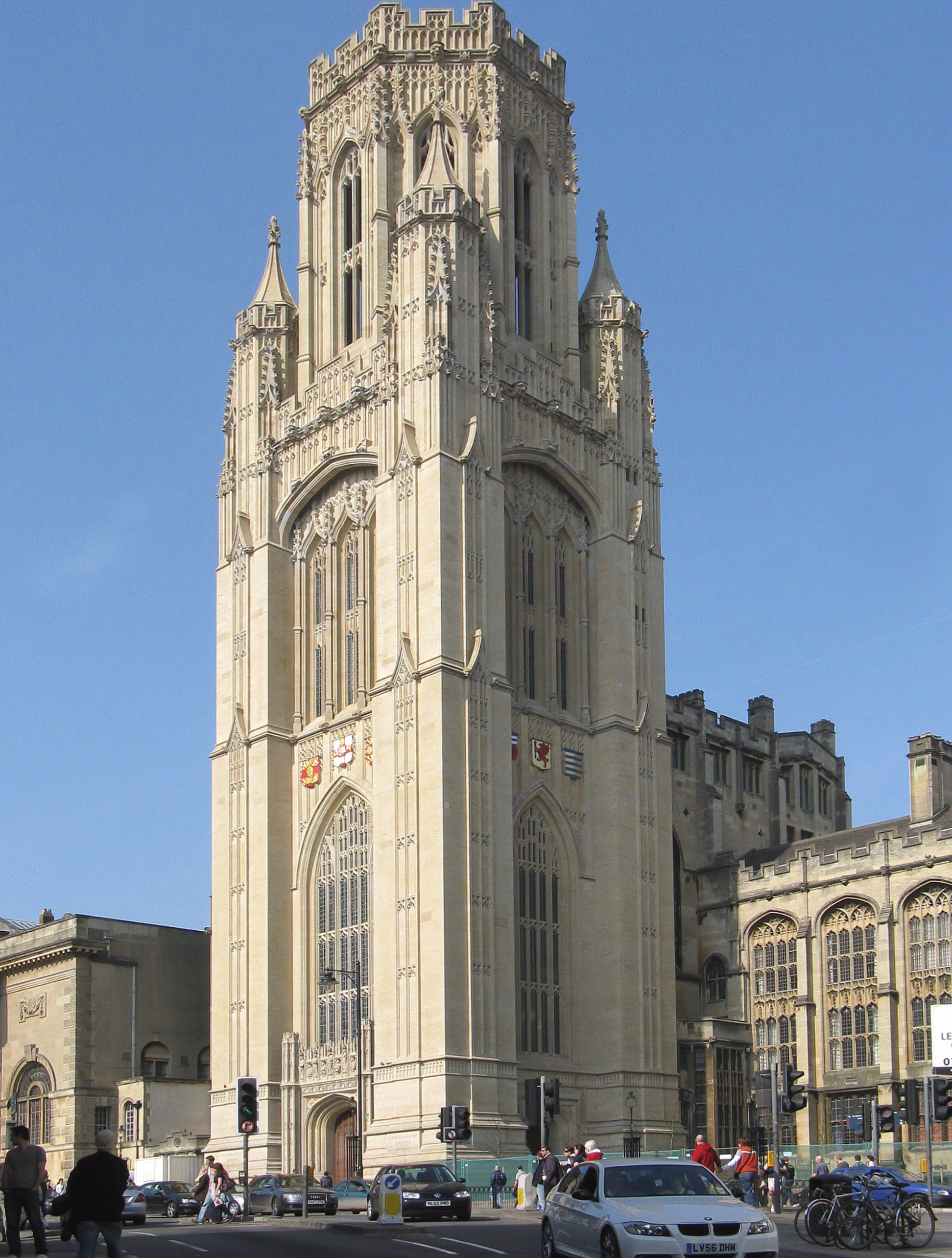
威爾斯紀念大樓

学校的标志性建筑物是威爾斯紀念大樓，也是布里斯托市的标志之一。韦尔斯纪念楼曾在二战中在德国空军对英格兰的轰炸部分（主要是大厅而不是塔楼）被毁，后又经过重修。

## 学术

### 学院
大学分六个學術部門：人文艺术学部（Faculty of Arts）、科学学部（Faculty of Science）、工程学部（Faculty of Engineering）、 医药学与牙医学部（Faculty of Medicine and Dentistry）、 社会科学与法律学部（Faculty of Social Sciences and Law）、医学科学与兽医科学学部（Faculty of Medical and Veterinary Sciences），其中以醫學、法律、經濟與金融學、工程與物理學最為聞名。

### 排名
历年最高世界排名为全球28名（2011年QS），2024年排行第55。在社會科學領域（包含企業管理、人力資源管理、金融、會計、經濟、行銷等），布里斯托大學曾被衛報大學指南評為全英前4名；地理學與環境工程則為全英第3名；音樂則曾被評為全英第1名。英國大學完全指南將其評為全英前8名最難進入的大學，並且是英國最受企業青睞大學第3名。学校至今共计培养了13位诺贝尔奖得主。此外，布里斯托大学也是英国中产阶级家庭最青睐的大学之一，时至今日，其学生来自中产家庭的比例依然高达87%，僅次於牛津大學以及劍橋大學，位列第三。正如《星期日泰晤士报》所评论的那样：“Bristol has long been a natural alternative to Oxbridge”。

## 著名校友
- 保罗·狄拉克，1933年诺贝尔物理学奖获得者，量子力学的奠基者之一。
- 塞西爾·鮑威爾，1950年诺贝尔物理学奖获得者。
- 汉斯·贝特，1967年诺贝尔物理学奖获得者。
- 内维尔·莫特，1977年诺贝尔物理学奖获得者。
- 威廉·拉姆齐，1904年诺贝尔化学奖获得者、爵士。
- 詹姆仕·布朗特，音乐家。
- 让-马里·古斯塔夫·勒克莱齐奥，2008年诺贝尔文学奖获得者。
- 吳璟儁，香港政制及內地事務局局長政治助理、香港新聞工作者。
- 东姑赛夫鲁，马来西亚銀行家、投資者和企业家。
- 寇大偉，英國外交官，前英國貿易文化辦事處長（駐台代表）、駐象牙海岸大使。
- 安潔拉·卡特，英國女性主義作家。
- 朱莉婭·唐納森，英國兒童圖書作家。
- 迈克尔·鲁斯，加拿大生物哲学家，以其在创始论/进化论、科学划界方面的著作而闻名。
- 馬斐森，愛丁堡大學校長、前香港大學校長。
- 楊岳橋，香港執業大律師，前香港立法會議員，因涉嫌在2020年民主派初选中干犯香港国安法而正在关押候审中。
- 洪马内，柬埔寨首相。
- 賴炎生，國立台北科技大學講座教授